# جوي هايوود
جوي هايوود (3 سبتمبر 1984 في كندا - ) هو لاعب كرة سلة كندي في مركز هجوم خلفي. لعب مع هاليفاكس رينمين.

## وصلات خارجية
- جوي هايوود على موقع ريلجم (الإنجليزية)
- جوي هايوود على موقع بروبوليرز (الإنجليزية)